# Mylord Carthago
Vous lisez un « bon article » labellisé en 2015.
Mylord Carthago (Mylord Carthago*HN jusqu'en 2014) est un étalon gris de race Selle français, champion de concours de saut d'obstacles. Issu de la lignée du Selle français Almé par sa mère et de l'étalon Holsteiner Carthago, son potentiel est détecté très tôt. À sept ans, il est confié à la cavalière normande Pénélope Leprévost, qui le forme et en fait son cheval de tête. Le couple remporte les titres de vice-champion d'Europe et du monde en saut d'obstacles, en 2010 et 2012. Cumulant le sport avec sa carrière de reproducteur, Mylord est aussi l'un des derniers étalons nationaux français. La menace de sa vente après les Jeux équestres mondiaux de 2014 entraîne de nombreuses réactions négatives, tant du public des concours de saut d'obstacles que de personnalités politiques.
Atteint d'arthrose cervicale, Mylord est officiellement mis à la retraite pendant le salon du cheval de Paris en décembre 2014. Réputé pour la qualité de son tempérament et de son mental, il est désormais étalon reproducteur à plein temps. La qualité de ses poulains est reconnue, Mylord étant régulièrement classé parmi les meilleurs père de chevaux d'obstacles au niveau mondial.

## Histoire
Mylord Carthago naît le 26 juin 2000 grâce à la technique du transfert d'embryon, chez Paule et Jean-Louis Bourdy Dubois, près de Vichy dans leur élevage du Château de la tour Vidal à Saint-Rémy-en-Rollat,,. Il est le fils de l'étalon Holsteiner Carthago et de la jument de race Selle français Fragance de Chalus. Il s'agit donc d'un cheval franco-allemand, bien qu'inscrit au stud-book de la race du Selle français. Les haras nationaux français l'achètent en 2005 et le confient au cavalier Emmanuel Vincent, qui lui fait faire le cycle classique et repère son potentiel. En 2007, l'étalon rejoint Pénélope Leprévost, cavalière de concours de saut d'obstacles, qui en fait peu à peu son cheval de tête. Dans son livre, Pénélope estime que sa carrière doit énormément à Mylord, qu'elle a pu « construire comme elle le voulait ». Mylord lui a en effet permis d'accéder aux épreuves internationales.
Il décroche de nombreuses victoires sur des compétitions internationales entre 2010 et 2012, notamment une médaille d'argent par équipe aux Jeux équestres mondiaux de 2010, une autre également par équipe aux championnats d'Europe de saut d'obstacles en 2011 à Madrid, et l'étape d'Aix-la-Chapelle dans la coupe des nations en 2012. Cette même année, l'indice de l'étalon est de 178 en saut d'obstacles. L'écrivain Jérôme Garcin parle dans son ouvrage Galops de l'émotion de l'équipe d'Equidia Life lorsqu'elle a rencontré Pénélope Leprévost et son cheval « dans l'intimité ».

### Blessure et convalescence
Cependant, pendant l'hiver 2012-2013, l'étalon se blesse au paturon et entre en convalescence. Dès lors, Mylord Carthago fait l'objet de nombreuses rumeurs de vente en raison de la fermeture prochaine de la société publique France Haras. Il apparaît sur des compétitions plus modestes pendant l'année 2013,. Les doutes s'accumulent quant à son retour au plus haut niveau. Sa groom s'investit beaucoup pour le faire revenir à la haute compétition. Fin 2013, après une série de tests, il est remis progressivement au travail. En 2014, il retrouve son plus haut niveau et remporte le grand prix RMC du jumping international de France. Cependant, il ne participe pas aux jeux équestres mondiaux de 2014.

### Annonce de vente

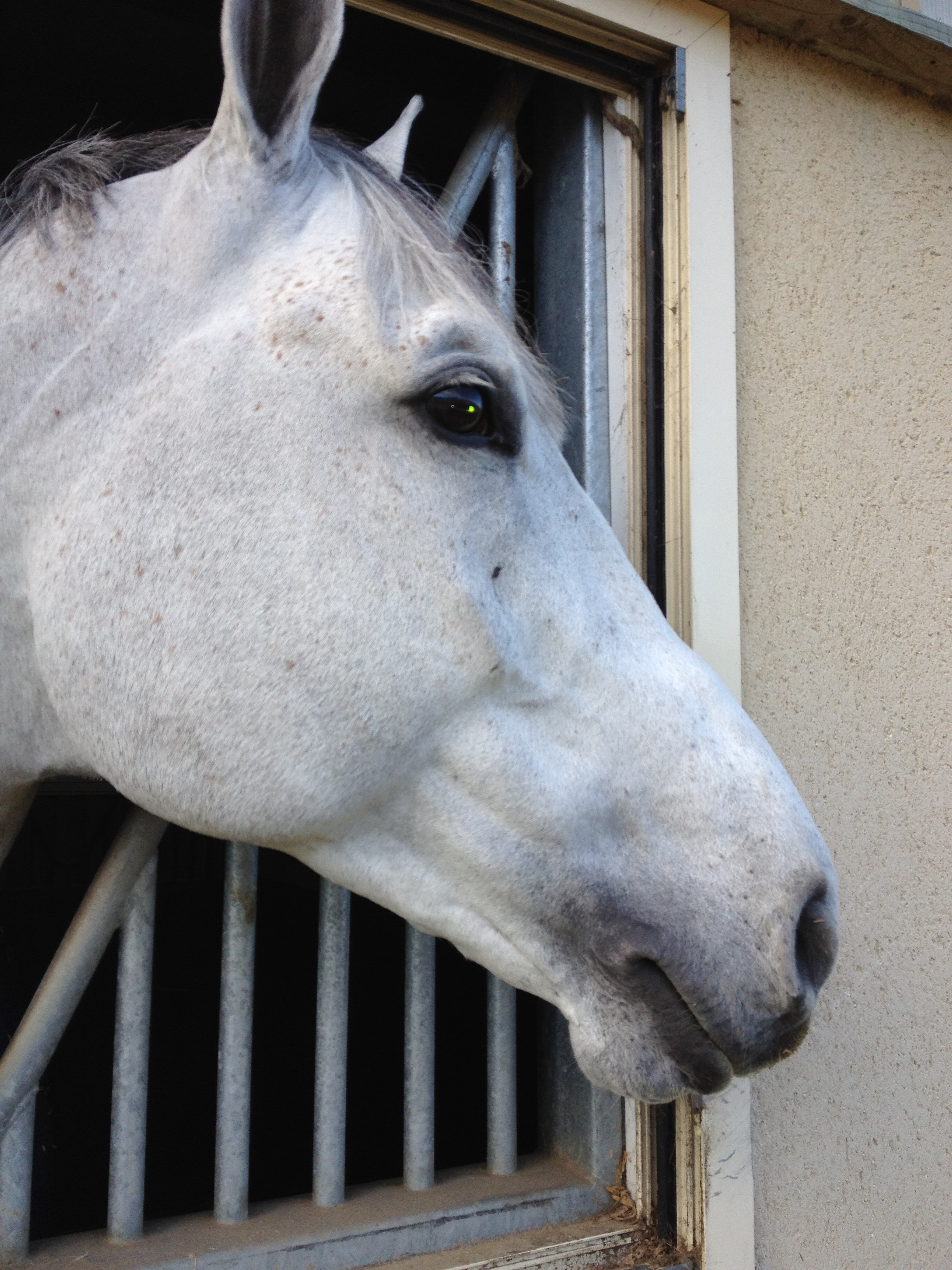
Mylord Carthago*HN aux écuries de Pénélope Leprévost à Lécaude en janvier 2012.

Le 22 mai 2014, les haras nationaux annoncent la vente des derniers étalons français de sport nationaux, et parmi eux Mylord Carthago. Cette annonce suscite de vives réactions de la communauté cavalière, également à l'international,. Pénélope Leprévost l'apprend par internet et les réseaux sociaux. Elle rencontre Jacques Myard pour tenter d'obtenir l'annulation de cette vente. L'agence chargée de la vente publie un communiqué le 3 juin, précisant que Mylord Carthago restera chez sa cavalière jusqu'à sa vente, devra rester sous les couleurs françaises et ne pourra être essayé sous la selle. Philippe Martin, le président de la Fédération nationale des éleveurs de chevaux de sport, dénonce un « scandale d'état ». Alors que le départ de l'étalon pour l'Allemagne est annoncé, cette vente est annulée grâce à l'initiative de deux vétérinaires français, qui créent une société privée. Dans un entretien accordé à France 3, ces vétérinaires expliquent leur action par le fait que « la semence de ces chevaux est un peu un trésor national ».

### Mise à la retraite
Pénélope Leprévost annonce vouloir mettre Mylord à la retraite à la fin de l'année 2014. En effet, l'étalon souffre d'un début d'arthrose cervicale qui compromet sa carrière sportive. C'est chose faite pendant un événement spécial du salon du cheval de Paris le 6 décembre, devant un public très ému. Pénélope a annoncé au public que le cheval passera sa retraite chez elle, en Normandie. Elle espère pouvoir monter un jour l'un de ses poulains.

## Description
Mylord Carthago est un étalon de race Selle français à la robe grise. Il toise 1,71 m. D'après Pénélope, c'est un cheval qui donne beaucoup à son cavalier, et a envie d'aller de l'avant. Il est énergique, et possède du style à l'obstacle. C'est aussi un animal très sensible. La cavalière insiste beaucoup sur sa « gentillesse » et sur la qualité de son mental, témoignant qu'il n'a jamais refusé de sauter un obstacle, y compris à l'entraînement. D'après elle, il est doué d'excellentes facultés d'apprentissage, une intelligence qui se manifeste également à travers sa double carrière de compétiteur et de reproducteur.

## Palmarès

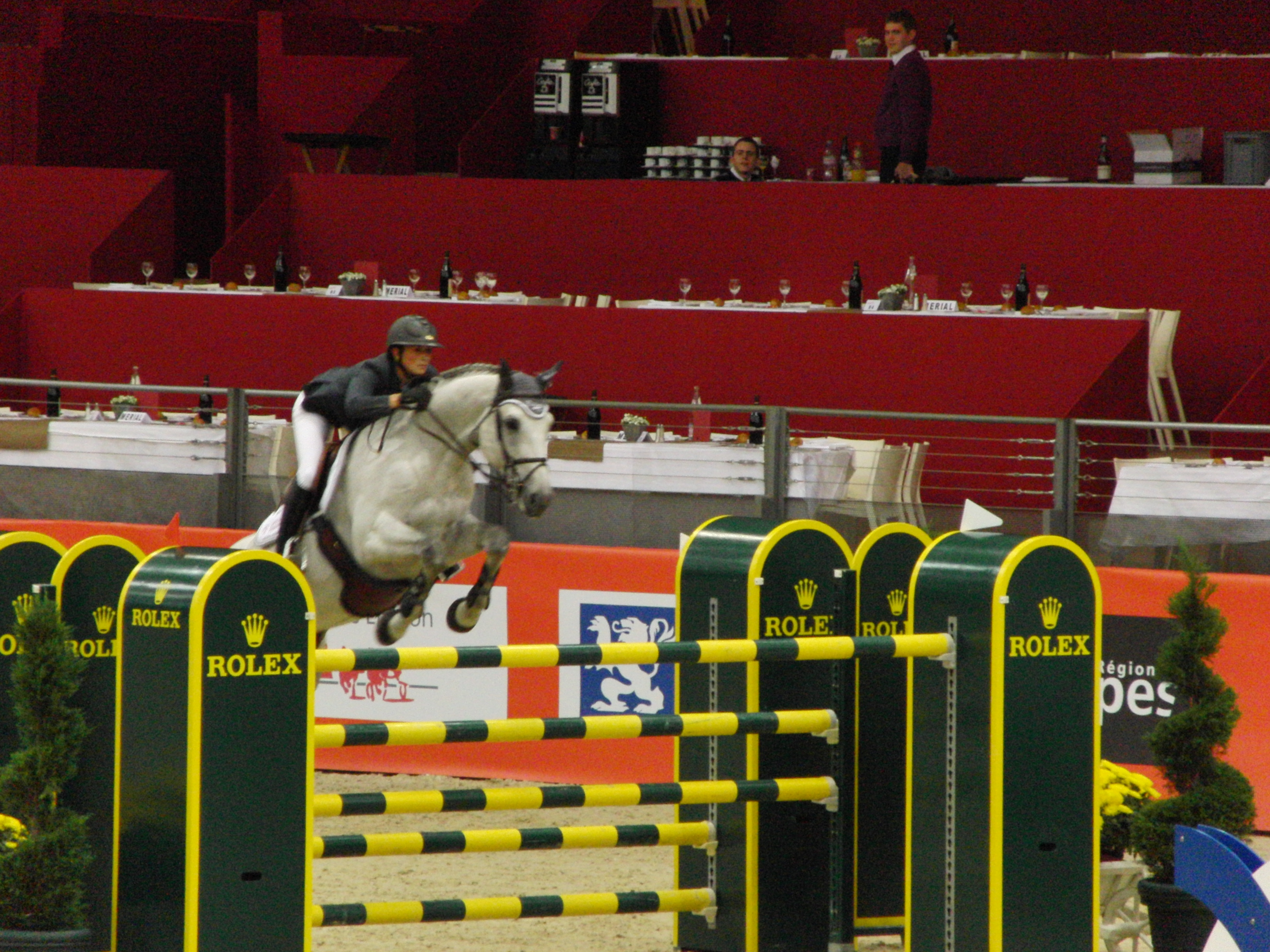
Pénélope Leprevost et Mylord Carthago au CSIW5* Prix Equidia à Equita'Lyon, France, 2010.

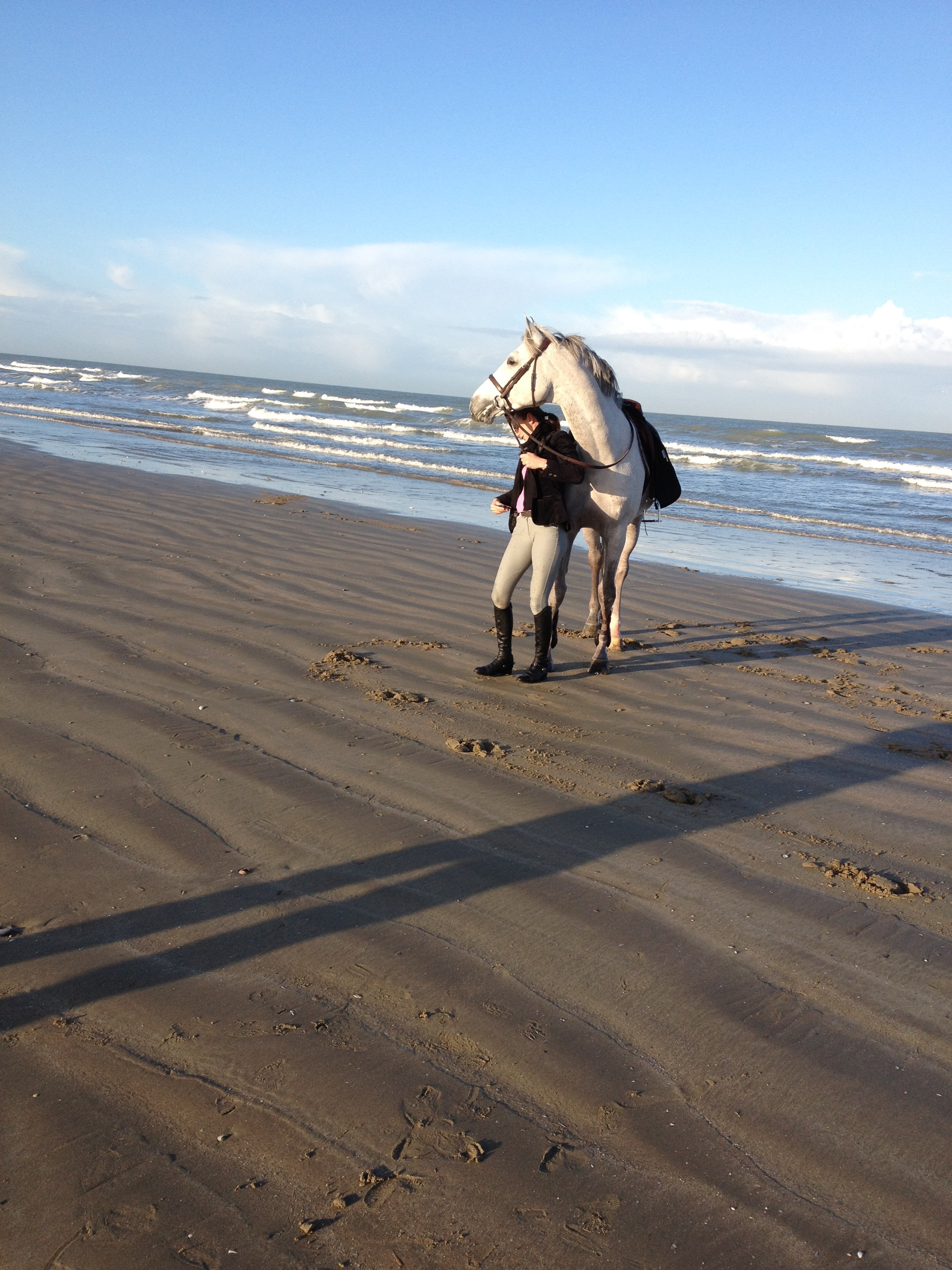
Mylord Carthago*HN à Deauville avec Pénélope Leprévost en janvier 2012

Au fil des années, Mylord Carthago a accumulé un palmarès national puis international. Il commence par effectuer le cycle classique des chevaux de concours de saut d'obstacle français de 2004 à 2006.
- 2007
  - 7e du championnat de France des chevaux de sept ans à Fontainebleau[7]
  - 4e du championnat du monde des chevaux de sept ans à Lanaken[7].
- 2008
  - Vainqueur du Grand National de Saint-Lô[7]
  - Classé dans le CSI4* de Chantilly[7].
- 2009
  - Classé dans les Grands Prix CSI 5* de Cannes et de Hickstead, et les Grands Prix Coupe du monde de Londres et Malines[28].
- 2010
  - 3e de l'étape de Leipzig pendant la coupe du monde de saut d'obstacles[28].
  - Vainqueur du saut Hermès[28].
  - Vainqueur de la Coupe des nations à Rome[28].
  - Médaille d'argent par équipe aux jeux équestres mondiaux de Lexington[6].
  - 5e du Top Ten Rolex à Genève[29].
- 2011 
  - Vainqueur du Grand Prix des Gucci Masters de Paris[6]
  - Médaille d'argent par équipe aux championnats d'Europe de saut d'obstacles à Madrid[6]
  - Deuxième du Grand Prix CSIO 5* de La Baule[30].
  - Vainqueur du CSI5* de Villepinte[7].
- 2012

Il est 31e du classement mondial des chevaux d'obstacle établi par la WBFSH en octobre 2012.
- - Vainqueur du CSI5*, étape du Global Champions Tour de Vienne[6]
  - Vainqueur de la coupe des nations d'Aix-la-Chapelle[7]
  - Vainqueur du Grand Prix de la ville du CSI 5* W d’Helsinki[7].
  - Troisième de la Coupe des nations à Rotterdam[7].
  - Deuxième du Grand Prix du CSIO 5* de Gijón[7].
  - Quatrième du Grand Prix CSI 5*-W de Vérone[7].
  - Cinquième du CSI 5* de Villepinte[7].
  - Sixième du Grand Prix CSI 5* de Genève[7].
  - Participation aux Jeux olympiques de Londres[7].
- 2014
  - Vainqueur du Grand Prix du CSIO 5* de La Baule[7].
  - Second de l'épreuve à 1,55 m du CSI 5* de Hambourg[7].
  - Sixième de la Coupe des nations d’Aix-la-Chapelle[7].
  - Treizième du Grand Prix CSI 5* de Chantilly[7].
  - Sa dernière compétition est le CSIO 5* de Calgary, le 12 septembre 2014[7], au cours de laquelle il est éliminé[32].

## Origines
Mylord Carthago possède d'excellentes origines. Son père, Carthago, a effectué une carrière internationale au plus haut niveau avec Jos Lansink. Sa mère, la poulinière Fragance de Chalus, est une jument descendante de Jalisco B et d'Almé, une lignée connue pour sa très grande qualité.

## Reproduction
Mylord Carthago a le potentiel pour devenir un très grand étalon reproducteur car ses poulains commencent à concourir au plus haut niveau. Leur qualité a été soulignée dès 2011, en particulier lors de croisements avec des juments compactes au dos fort. Timon d'Anse et Traviata du Lesme, champions des six ans, font partie de ses produits. En 2013, Mylord a été élu 4e meilleur père de jeunes chevaux. Il est le père de Twentytwo des Biches et de Brésil de Carnaval.
Visualiser la lignée de Mylord Carthago sous forme de graphe